# Биркеланд (лунный кратер)
Кратер Биркеланд (лат. Birkeland) — крупный ударный кратер в южном полушарии обратной стороны Луны. Название дано в честь норвежского физика Кристиана Олафа Бернхарда Биркеланда (1867—1917) и утверждено Международным астрономическим союзом в 1970 г. Образование кратера относится к эратосфенскому периоду.

## Описание кратера

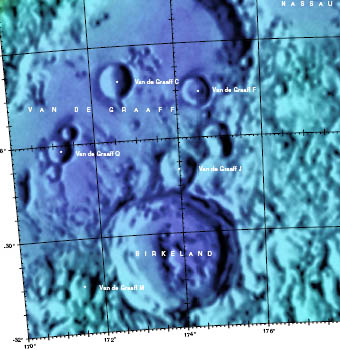
Фрагмент карты LAC-104.

На севере кратер примыкает к центральной перемычке кратера Ван де Грааф, имеющего форму восьмерки; на востоке находится кратер Левенгук; на юго-востоке — кратер Лейбниц. Селенографические координаты центра кратера — 30°10′ ю. ш. 174°01′ в. д. / 30,17° ю. ш. 174,01° в. д., диаметр — 82 км, глубина — 2,8 км.
Вал кратера имеет полигональную форму, слабо разрушен. Высота вала над окружающей местностью составляет около 1400 м, объем кратера — около 6000 км3. Внутренний склон вала имеет террасовидную структуру. Дно чаши кратера сравнительно ровное за исключением юго-восточной части, отмечено несколькими мелкими кратерами, наибольший из которых имеет диаметр 5 км. В чаше кратера располагается центральный пик, к которому с северо-восточной стороны примыкает пик меньшего размера. Состав центрального пика габбро-норито-троктолитовый анортозит с содержанием плагиоклаза 80-85 % (GNTA2); анортозитовый норит (AN); габбро-норит (GN).

## Сателлитные кратеры

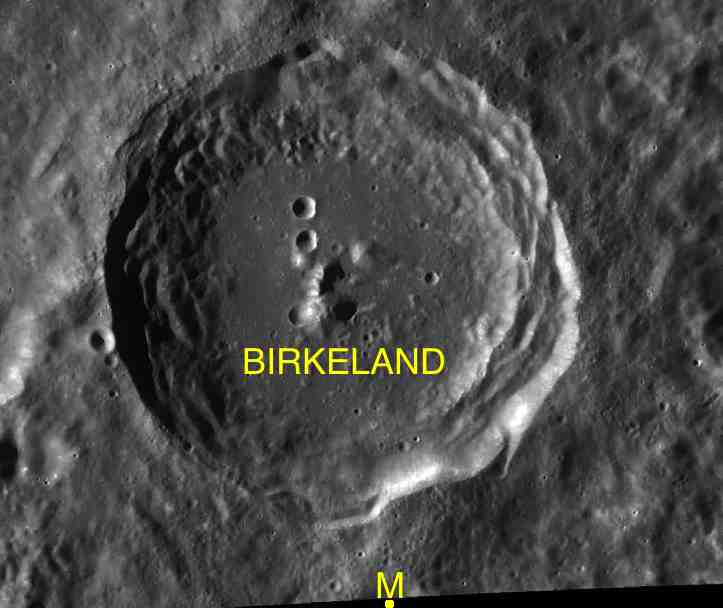
Фрагмент карты LAC-104.

| Биркеланд | Координаты                                             | Диаметр, км |
| --------- | ------------------------------------------------------ | ----------- |
| M         | 32°17′ ю. ш. 174°18′ в. д. / 32,29° ю. ш. 174,3° в. д. | 24,6        |